# 格羅比尼亞城堡

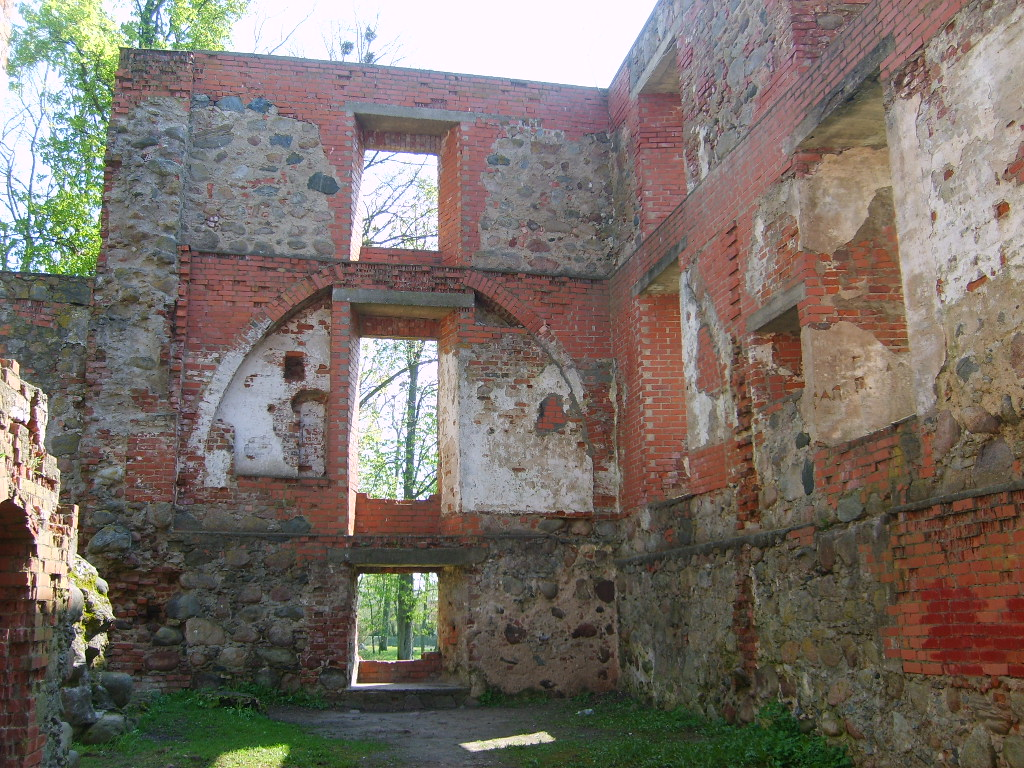

格羅比尼亞城堡（Grobiņa Castle）是拉脫維亞的一座中世紀城堡，位於庫爾蘭西部的格羅比尼亞。古代庫羅尼亞人城堡距離這座城堡僅有100公尺。